# Oliver Wenzel
Oliver Wenzel (24 de mayo de 1981) es un deportista alemán que compitió en natación. Ganó dos medallas de bronce en el Campeonato Europeo de Natación en Piscina Corta de 2004, en las pruebas de 50 m mariposa y 100 m estilos.

## Palmarés internacional
| Campeonato Mundial en Piscina Corta | Campeonato Mundial en Piscina Corta | Campeonato Mundial en Piscina Corta | Campeonato Mundial en Piscina Corta |
| Año                                 | Lugar                               | Medalla                             | Prueba                              |
| ----------------------------------- | ----------------------------------- | ----------------------------------- | ----------------------------------- |
| 2004                                | Viena (Austria)                     | Medalla de bronce                   | 50 m mariposa                       |
| 2004                                | Viena (Austria)                     | Medalla de bronce                   | 100 m estilos                       |